# آمبر (اکلاهما)
آمبر(به انگلیسی: Amber) شهری در ایالت اکلاهما کشور ایالات متحده آمریکا است که جمعیت آن در سرشماری سال ۲۰۱۰ میلادی، ۴۱۹ نفر بوده‌است.